# غيرسون بنجامين
غيرسون بنجامين (بالإنجليزية: Gershon Benjamin)‏ هو رسام أمريكي، ولد في 6 يناير 1899 في بياترا نيامتس في رومانيا، وتوفي في 2 سبتمبر 1985 في Free Acres, New Jersey ‏ في الولايات المتحدة.